# Hylotomites robusta
Hylotomites, Eriocampa oligocenica
Genre
Espèce
Synonymes
- †Eriocampa oligocenica Theobald, 1937

Hylotomites robusta, unique représentant du genre fossile Hylotomites, est une espèce fossile d'insectes hyménoptères de la famille des Tenthredinidae.

## Classification
Le genre Hylotomites et l'espèce Hylotomites robusta sont décrits en 1914 par l'entomologiste belge Fernand Meunier (1868-1926),.

### Confirmation genre
L'espèce est confirmée dans son genre, en même temps que le genre est classé dans la sous-famille des Allantinae en 2010 par Andreas Taeger (d), Stephan M. Blank (d) et Andrew D. Liston (d),.

### Étymologie
L'épithète spécifique robusta signifie en latin « robuste ».

## Description

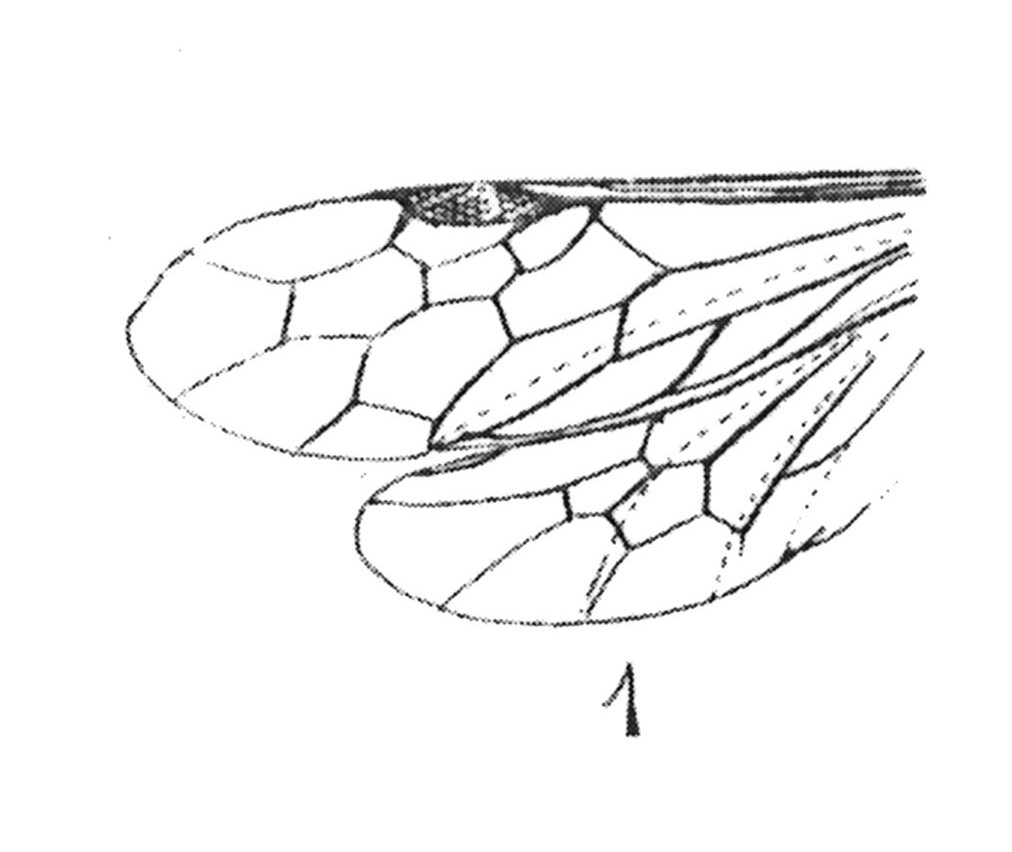
Eriocampa oligocenica aile 1937 N. Théobald Holotype éch. A1028 p. 298 pl. XXIV Hyménoptères du Stampien d'Aix-en-Provence.

### Caractères
Nicolas Théobald a décrit en 1937 le spécimen A1028, holotype de l'espèce Eriocampa oligocenia : la diagnose : 

« Insecte mal conservé, teinte noire (?) sur tête, thorax ; abdomen avec quelques fragments noirâtres, le reste pâle ; ailes enfumées ; antennes noires. Tête large, deux yeux composés de forme arrondie ; antennes filiformes, articles homonomes cylindriques, seul un fragment est conservé. Thorax court aussi large que long. Abdomen sessile, court, ovale, segmentation très effacée. Ailes bien conservées, légèrement enfumées, grandes larges, à nervures épaisses ; les nervures C, Sc et R sont très rapprochées et forment dans l'ensemble une plage noirâtre assez large ; stigma allongé ; deux cellules radiales, quatre cellules cubitales, la 2e et la 3e recevant chacune une nervure récurrente ; ailes postérieures avec deux cellules discoïdales fermées ; lignes de plis bien visibles : une sur l'aile antérieur, trois sur l'aile postérieure ; microtriches couvrant la surface des cellules. ».

### Dimensions
La longueur est totale est de 8 mmm ; la longueur de l'aile antérieur est de 7 mmm.

### Affinités
« La nervation des ailes est très caractéristique de la famille des Tenthredinidae. Les pattes manquent ; il est très difficile de préciser la forme actuelle la plus voisine.
F. Meunier  (276 pl. VII, fig 4) décrit Hylotomites robusta nov.gen, nov. spec. d'Aix. Cet Insecte, à en juger d'après la figure, est probablement identique au nôtre. Dans tous les cas, il ne peut s'agir d'une forme voisine du g. Hylotoma, les antennes étant formées de nombreux articles cylindriques.
Eriocampa wheeleri a été décrit par Theodore Cockerell (Bull. Am. Mus. N. H., XXI, 1906, p.499) du Miocène de Florissant (Colorado). ».

## Biologie
« La plupart des Tenthredinidae habitent les pays froids et tempérés d'Eurasie et d'Amérique du Nord. On les rencontre aussi en Indo-Malaisie, en Australie et en Amérique du Sud. Leurs larves vivent libres ou à l'intérieur de galles. ».

## Galerie

Espèces vivantes voisines.
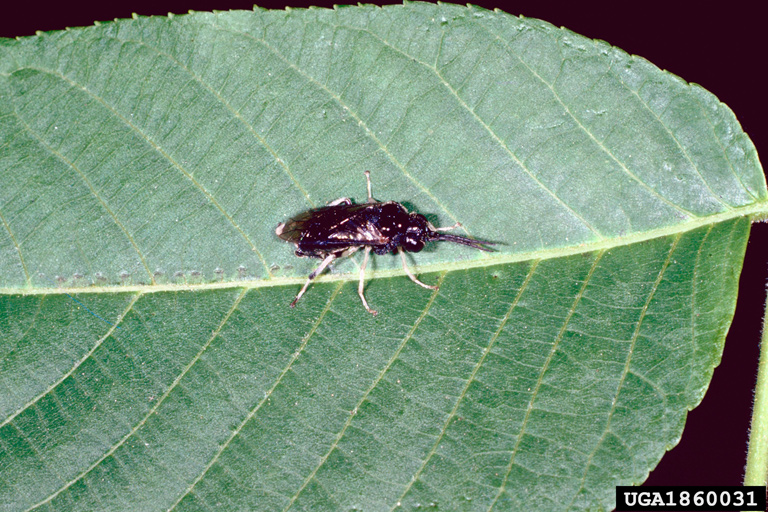
Eriocampa juglandis.
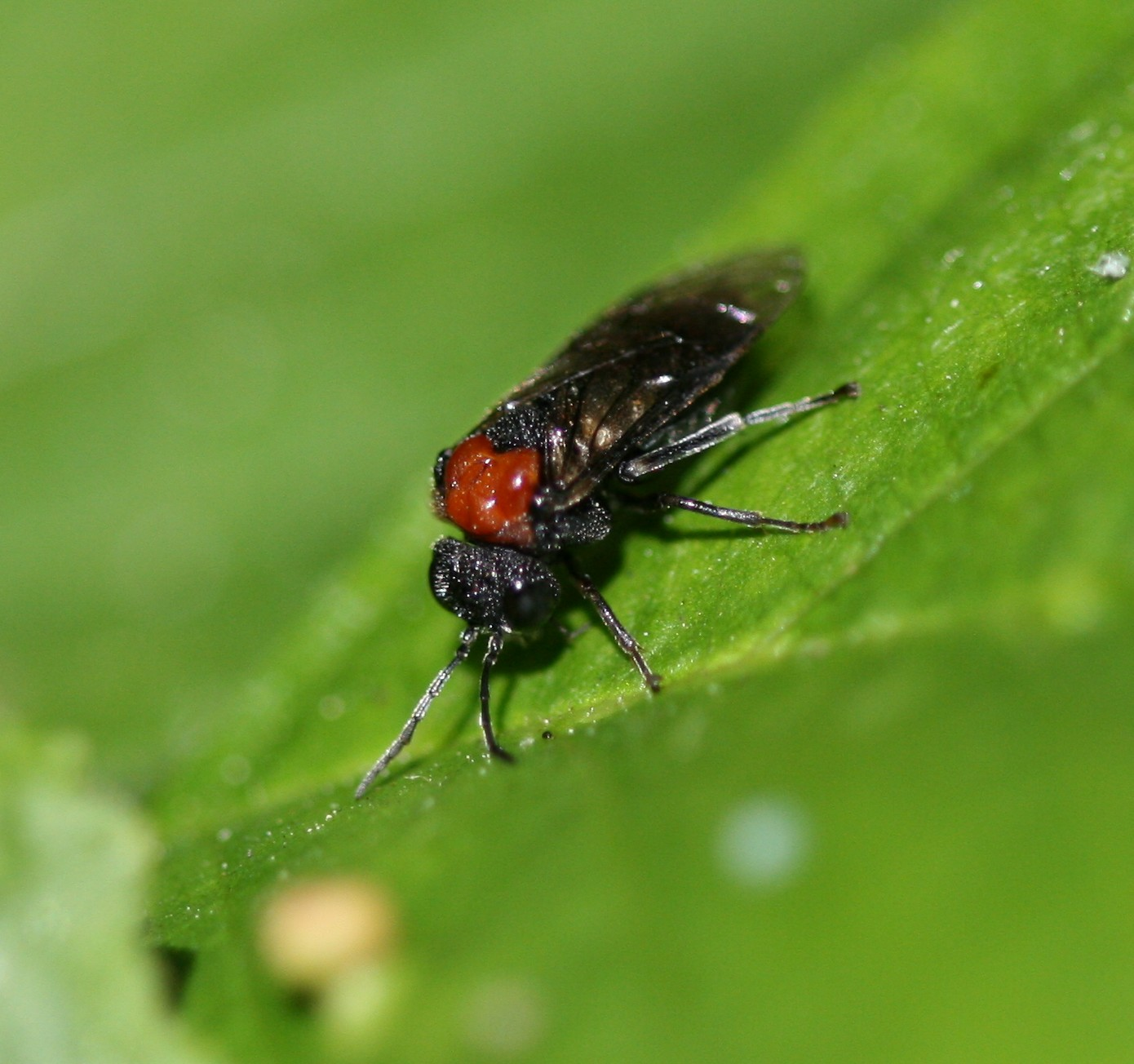
Eriocampa ovata.
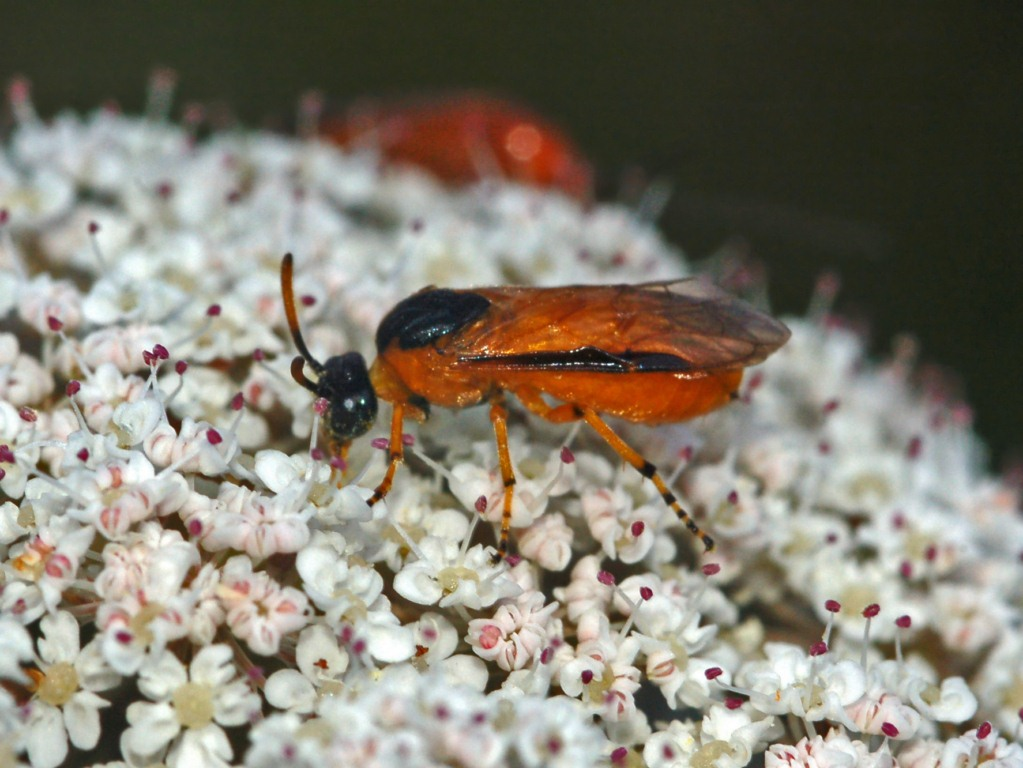
Arge ochropus.

### Publication originale
- [1914] Fernand Meunier, « Nouvelles recherches sur quelques Insectes du Sannoisien d'Aix-en-Provence », Bulletin de la Société Géologique de France, Paris, 14e série, vol. 4,‎ 1914, p. 187-198 (ISSN 0037-9409). .